# D.C. United
D.C. United er en amerikansk fodboldklub fra landets hovedstad Washington D.C. Klubben spiller i landets bedste liga, Major League Soccer, og har hjemmebane på stadionet RFK Stadium. Klubben blev grundlagt i 1995 i forbindelse med stiftelsen af Major League Soccer. Med fire triumfer i ligaen siden da er klubben den mest vindende i MLS' historie.

## Titler
- Major League Soccer (4): 1996, 1997, 1999 og 2004

- CONCACAF Champions Cup (1): 1998

- Copa Interamericana (1): 1998

## Kendte spillere
| - Freddy Adu (2004–2006) - Jeff Agoos (1996–2000) - Bobby Boswell (2005–2007) - Ronald Cerritos (2003–2004) - Bobby Convey (2000–2004) - Raúl Díaz Arce (1996–1997; 2000–2001) - Alecko Eskandarian (2003–2006) - Marco Etcheverry (1996–2003) - Marcelo Gallardo (2008) - John Harkes (1996–1998) - Dema Kovalenko (2003–2005) | - Roy Lassiter (1998–1999; 2002) - Carlos Llamosa (1997–2000) - Jaime Moreno (1996–2002; 2004–2010) - Bryan Namoff (2001–2010) - Ryan Nelsen (2001–2005) - Ben Olsen (1998–2009) - Eddie Pope (1996–2002) - Tony Sanneh (1996–1998) - Earnie Stewart (2003–2004) - Hristo Stoitjkov (2003) - Richie Williams (1996–2000; 2002) |

## Danske spillere
- David Ousted

## Trænere
Samtlige trænere i DC United siden Major League Soccers start i 1996:
- Bruce Arena (1996–98)
- Thomas Rongen (1999–01)
- Ray Hudson (2002–03)
- Piotr Nowak (2004–06)
- Tom Soehn (2007–09)
- Curt Onalfo (2010)
- Ben Olsen (2010—)